# 卡伊納什勒
卡伊納什勒是土耳其的城鎮，位於該國西北部，由迪茲傑省負責管轄，面積518平方公里，海拔高度273米，大部分雨水集中在春季和秋季，2011年人口9,325。
40°46′N 31°19′E / 40.767°N 31.317°E